# قناة الرسالة
قناة الرسالة هي قناة فضائية دينية إسلامية تتبع شبكة مجموعة روتانا. تعمل على تدعيم القيم الإسلامية والإنسانية وجمع الأسرة العربية على شاشتها بتقديم البرامج التربوية الهادفة والمتنوعة والجوانب الاجتماعية والتنموية والشرعية والترفيهية التي تحتاج لها الأسرة العربية بأسلوب هادئ وطرح متزن لا يعمل على التحريض ويلتزم المبادئ المهنية في إطار عمل إعلامي مؤسسي متناغم متكامل.

## تاريخ القناة

شعار قناة الرسالة

- تأسست سنة 2006، وقد أسسها رجل الأعمال السعودي الوليد بن طلال، وعين الدكتور طارق السويدان مديرا عاما لها، وموجها لسياسات القناة؛ قبل أن يتم عزله فيما بعد.
- في أبريل 2020 أطلقت القناة هويتها الجديدة، ووضعت كلمة "اعتدال" عنواناً لها تحت شعار "الرسالة"، لنشر ثقافة الاعتدال ومكافحة التطرف.[3]

## رؤية القناة
تقديم إعلام إسلامي متميز بأفكار إبداعية وبرامج ابتكارية عالية الجودة وفقاً للمعايير والمواصفات العالمية.

## رسالة القناة
المساهمة في التأثير الإيجابي في فكر الأمة العربية والمحافظة على وسطية شبابها بعيداً عن التطرف أو التفريط والمساهمة في تحسين سلوكهم وتحفيزهم ودعمهم لحمل مشعل النهضة والتطور.

## هوية القناة
قناة الرسالة تحمل الهوية الإسلامية والعربية السمحة، ولعل الأهداف التي تطمح إليها توضح هويتها بالتفصيل، حيث تهدف قناة الرسالة إلى محاولة التغيير الإيجابي لسلوكيات المشاهد باستخدام منهجية التغيير العلمي والتربوي.

## مقدمو البرامج
- د. عبد الله المطلق.
- د. حسن الحسيني.
- د. عبد الله المصلح.
- د. راشد الزهراني.
- د. عبد الرحمن الشهري.
- د. إبراهيم الدويش.
- د. خالد الباتلي.
- د. طارق الحبيب.
- د. غازي الشمري.
- د. محمد الثويني.
- د. عبد الله المنيع.[7]

## المجلس الإستشاري الأعلى
- عبد الله بن بيه.
- عمر بن حفيظ.
- علي جمعة.
- أبوبكر المشهور.[بحاجة لمصدر]

## مواضيع برامج القناة
- البرامج الحوارية.
- برامج النساء.
- البرامج العلمية.
- البرامج التسجيلية والوثائقية.
- برامج اقتصادية.
- الإفتاء الديني.
- الدراما بأنواعها.
- برامج الأطفال.
- نقل الصلوات.
- التقارير الميدانية.
- برامج دينية وخيرية.
- المسابقات غير التقليدية. وغيرها من البرامج.

## مجموعة من برامج القناة
- الجواب الشافي: يقدمه د. عبد الله المصلح.
- روحانية صائم: يقدمه د. إبراهيم الدويش.
- يستفتونك: يقدمه نخبة من كبار العلماء.[8]
- نبض : يقدمه أ. د. طارق الحبيب.
- فإني قريب : تقدمه د. لينا الحمصي.
- لك صمت : يقدمه د. محمد سليم.
- سعادة الدارين : تقدمه د. ماجدة عامر.
- تفسير الشعراوي : مع فضيلة الشيخ محمد متولي الشعراوي .
- الأحاديث القدسية : مع د. عمر عبد الكافي.
- الرسالة اليوم : يقدمه كل من نبيل الزبير، علي الحربي، معاذ ال صالح، طارق القرني.
- في حجر الحبيب : يقدمه د. علي باقيس.
- حياة جديدة : مع الشيخ د. عائض القرني.
- رسائل أسرية : مع الشيخ د. عبد الله المطلق.
- برنامج علمني محمد : يقدمه د. راشد الزهراني.
- برنامج سبل الوصول : مع الدكتور محمد راتب النابلسي .
- برنامج بيت أُسِّسَ على التقوى : يقدمه الشيخ د. سعد العتيق.

## نبذة عن مدير القناة (السابق)
أُقيل السويدان من إدارة القناة بأمر من صاحب القناة الوليد بن طلال أغسطس 2013، "بسبب انتمائه لجماعة الإخوان المسلمين"، وصرح الوليد على صفحته في تويتر بإنهاء خدمات السويدان وكتب: "لا مكان لأي إخواني في مجموعتنا".

## وصلات خارجية
- الموقع الرسمي